# 15368 Katsuji
15368 Katsuji eller 1996 JZ är en asteroid i huvudbältet som upptäcktes den 14 maj 1996 av de båda astronomerna, japanen Yasukazu Ikari och den skotts-australiensiske Robert H. McNaught i Moriyama. Den är uppkallad efter astronomen Katsuji Koyama.
Asteroiden har en diameter på ungefär 6 kilometer.